# Philip Spier
Philip Spier (Arnhem, 12 april 1890- Hilversum, 10 mei 1958) was een Nederlands xylofonist en contrabassist.
Hij was zoon van Boudewina Margaretha Reijnders en Nathan Spier. Hijzelf was getrouwd met Jacoba Lodewijk. 
Spier was een van de orkestleden van het in de dertig van de grond komende orkest van de Katholieke Radio Omroep. Hij maakte ook deel uit van de KRO-Boys, het KRO-trio en KRO-sextet onder leiding van Piet Lustenhouwer. De orkesten zorgden ook voor ledenwervingsbijeenkomsten voor die omroep. Na de Tweede Wereldoorlog had hij zitting in het Radio Philharmonisch Orkest, dat via het door Nazi-Duitsland goedgekeurde Omroep Symphonie Orkest mede uit die KRO-orkesten voortkwam.
Spier overleed op 68-jarioge leeftijd en begraven op de Noorderbegraafplaats in Hilversum.
Spiers naam dook in 2025 op in een documentaire van Pointer dat terugkeek op de handelwijze van de KRO in aanloop op de zuivering van Joden voorafgaand aan de strikte zuivering onder de bezetter. Onderzoek wees toen uit dat hij die gehele periode (1932-1941) werkzaam was bij de KRO; vervolgens als Jood weg moest onder Duits gezag, maar na de oorlog weer terugkwam. Desalniettemin zocht men contact met eventuele nabestaanden. Over zijn oorlogsperiode is niets bekend.